# Храм Хунло
Храм Хунло(кит. упр. 红螺寺, пиньинь Hongluo Si, палл. Хунло-сы) — буддийский храм в Хуайжоу, Пекин, КНР.
Храм Хунло — один из крупнейших буддийских храмов в северном Пекине.
Основанный в 348 году при Цзинь для приёма монахов-миссионеров из буддийский стран Центральной Азии. Эту практику продолжили императоры Хоу Чжао, которые отремонтировали храм. Пережив разрушительные войны, он вошёл в число старейший буддийских храмов северного Китая.
В 500 метрах западнее храма находился «Жемчужный родник», который в середине весны становился красным от раковин живущих в нём моллюсков, и в лучах заходящего солнца их было видно очень хорошо. По легенде, две монастырские пагоды возведены над красными раковинами моллюсков, которых монахи хоронили на территории одноимённого храма.
Храм много раз перестраивался, особенно при Тан, Мин, Цин. В 1663 храм был значительно расширен и в нём проживало 300 монахов. При КНР в храме расположили педагогическое училище. В 1980 храм внесён в Список охраняемого культурного наследия Пекина. Храм расположен у южного подножья гор Хунло, и всего занимает 7 гектаров.. Дословно название храма означает «Красная раковина».
Некоторые деревянные структуры храмовых построек и пагод сохранились до сих пор, хотя им больше 1000 лет. Использовалась сосна, гинкго, глициния.